# 贝加尔海豹
贝加尔海豹（学名：Pusa sibirica）为小头海豹属的一种，也叫贝加尔小头海豹，是环斑海豹的近亲。其种加词“sibirica”意为“西伯利亚的”。贝加尔海豹生活在俄羅斯貝加爾湖，與塞馬環斑海豹及拉多加海豹是世上僅有的幾種生活在淡水中的海豹。